# Argyractis tamanalis
Argyractis tamanalis là một loài bướm đêm trong họ Crambidae.